# Mizdah
Mizdah är en ort i Libyen.   Den ligger i distriktet Al Jabal al Gharbi, i den nordvästra delen av landet, 160 km söder om huvudstaden Tripoli. Mizdah ligger 470 meter över havet och antalet invånare är 26 107.
Terrängen runt Mizdah är platt. Runt Mizdah är det mycket glesbefolkat, med 2 invånare per kvadratkilometer. Trakten runt Mizdah är ofruktbar med lite eller ingen växtlighet.